# Oxveckor
Oxveckorna avser den längre period utan längre sammanhängande ledighet som följer på jul-, nyårs- och trettonhelgen. Det finns ingen exakt definition hur många veckor som oxveckorna omfattar.
Enligt äldre tradition var oxveckorna snarare de helgfattiga veckorna under hösten eller efter midsommar. Efter midsommar fanns det nämligen inga helger som bröt det årliga tunga arbetet mellan vårbruket och skördetiden med allt sitt efterarbete. ("Man fick slita som en oxe.")
I äldre tider i Ångermanland kallade man perioden nio veckor efter jul för oxveckorna. Det var den kalla mörka högvintern. Räknar man från tredjedag jul och nio veckor framåt kommer man till den 28 februari. Sedan börjar en behagligare del av vintern, senvintern, när ljuset börjar komma tillbaka och solen värmer mer.